# Keith Sonnier
Keith Sonnier, född 31 juli 1941 i Mamou i Evangeline Parish, Louisiana, död 18 juli 2020 i Southampton på Long Island, New York, var en amerikansk konstnär, bland annat skulptör, inom minimalismen.